# Zygia englesingii
Zygia englesingii är en ärtväxtart som först beskrevs av Paul Carpenter Standley, och fick sitt nu gällande namn av Samuel James Record. Zygia englesingii ingår i släktet Zygia och familjen ärtväxter. IUCN kategoriserar arten globalt som livskraftig. Inga underarter finns listade i Catalogue of Life.